# Laisierung
Als Laisierung bezeichnet man in manchen Konfessionen, so auch in der römisch-katholischen Kirche, den kirchenrechtlichen Akt der Entbindung eines Klerikers von den Pflichten und Rechten seines Standes, die ihm aufgrund des Empfangs des Weihesakramentes zukommen.

## Abgrenzung, Umfang
Die Weihe selbst wird unwiderruflich gespendet und kann nicht rückgängig gemacht werden. Ähnlich wie die Sakramente der Taufe und Firmung gehört das Weihesakrament im katholischen Verständnis zu den Heilszeichen, die der Person ein untilgbares Prägemal verleihen. Dennoch kann ein Kleriker – ohne Verlust des unverlierbaren Weihecharakters – unter Umständen wieder in den Laienstand zurückversetzt werden. Diese sogenannte Laisierung ist von den sehr viel selteneren Fällen zu unterscheiden, in denen die Weihe von vornherein ungültig ist und nicht zustande kam, weil das Sakrament unter falschen oder unzureichenden Voraussetzungen gespendet wurde.
Von der Laisierung zu unterscheiden ist die Suspendierung, das einfache Verbot der Amtsausübung eines Priesters, das in der katholischen Kirche der Diözesanbischof oder der zuständige höhere Ordensobere aussprechen kann. Meist handelt es sich hierbei um eine disziplinarische Maßnahme, um weitere priesterliche Amtshandlungen oder die unerwünschte Verkündigung eines Klerikers zu unterbinden. Weiheverpflichtungen wie der Zölibat sind davon nicht berührt.

## Rechtsfolgen, Formen der Laisierung
Die Laisierung betrifft demnach nur die äußeren Rechtsfolgen der Weihe: Der laisierte Amtsträger verliert die mit dem Weihestand verbundene kirchliche Gliedschaftsstellung als Kleriker und die Berechtigung zur Vornahme von Amtshandlungen. Entgegen diesem Verbot vollzogene Amtshandlungen sind im Regelfall ungültig, allerdings gilt das nicht für die Ausübung der eigentlichen Weihevollmachten, da dem Betroffenen die Befähigung dazu mit seiner Weihe unwiderruflich eingegossen wurde. Von ihm unerlaubt vollzogene sakramentale Handlungen sind daher zwar verboten, aber normalerweise nicht ungültig (das betrifft die Taufe, die Eucharistie, die Krankensalbung und im Fall von Bischöfen auch Firmung und Priesterweihe).
Letzteres gilt allerdings nur, soweit die Gültigkeit der Sakramente kirchenrechtlich nicht noch zusätzlich an die Bedingung ihrer Erlaubtheit geknüpft ist. So kann das Bußsakrament nur gültig gespendet werden, wenn der Priester neben seiner Weihevollmacht auch eine kirchenamtliche Beauftragung („Delegation“) durch den zuständigen Ordinarius besitzt. Eine mit Wissen des Geistlichen und des Beichtenden unerlaubte Absolution ist deshalb trotz der unauslöschlichen Weihevollmacht des Priesters normalerweise ungültig. Um des Heils der Seelen willen hat der kirchliche Gesetzgeber jedoch bestimmt, dass laisierte Priester bei Todesgefahr des Empfängers das Bußsakrament und die Krankensalbung erlaubt und damit auch gültig spenden können.
Mit der Laisierung verliert der Kleriker auch alle kirchlichen Ämter und Dienste, die nicht der Weihevollmacht bedürfen, die also ein gewöhnlicher Laie mit entsprechender Beauftragung ausüben dürfte. Zugleich werden dem Kleriker üblicherweise bestimmte Tätigkeiten untersagt, so etwa grundsätzlich die Lehrtätigkeit in theologischen Fächern oder an kirchlichen Hochschulen und die Predigt und Verkündigung im Gottesdienst. Mit Ausnahme der Zölibatsverpflichtung, über die gesondert entschieden wird, ist der Betroffene auch von allen Pflichten entbunden, die sich aus dem Klerikerstand ergeben (etwa der Verrichtung des Stundengebets, Kleidungs- und sonstige Standesvorschriften).
Eine Laisierung kann auf zwei Arten ausgesprochen werden: entweder auf Bitten des Klerikers vom Papst in Form einer per Reskript erteilten Dispens von den Weiheverpflichtungen oder – und das auch vom Bischof – durch Entlassung (Dimission) aus dem Klerikerstand. Letztere gilt als schwerste Kirchenstrafe, die speziell gegen einen Kleriker verhängt werden kann. Sie war lange Zeit kaum gebräuchlich und allenfalls als letzte Konsequenz für den Fall vorgesehen, wenn Beugestrafen wie Suspension oder Exkommunikation keinerlei Wirkung zeigen und der Kleriker hartnäckig an einem für die Kirche unter keinen Umständen tragbaren Verhalten festhält. Als Sühnestrafe war sie für das schwere Vergehen der Sollizitation durch Priester im Zusammenhang mit dem Bußsakrament vorgesehen.
Die Laisierung heilt einen vorangegangenen und nach Lehre der Kirche ungültigen Versuch einer Eheschließung durch den später laisierten Kleriker nicht und ermöglicht einem strafweise Entlassenen in der Regel auch künftig keine kirchliche Ehe; vielmehr bleibt die Zölibatsverpflichtung in diesem Fall meist erhalten. Dagegen kann einem Kleriker, dem die Laisierung auf sein freiwilliges Bittgesuch hin gewährt wird, auch die Erlaubnis zu einer aus kirchlicher Sicht gültigen Eheschließung erteilt werden, was allerdings mittels gesonderter Dispens erfolgen muss.
Bei geänderten Lebensumständen eines Betroffenen kann die Laisierung durch die entsprechende kirchliche Behörde aufgehoben werden, was einer Wiedereinsetzung in das kirchliche Amt gleichkommt.

## Rechtsentwicklung, Fallbeispiele
Nach Angaben der Jesuitenzeitschrift La Civiltà Cattolica 2007 haben in den Jahren 1967 bis 2006 69.000 Priester ihr Amt aufgegeben, um zu heiraten. Die Zahl der seelisch, psychisch und gesundheitlich betroffenen Kleriker und Frauen geht deutlich über diese Zahlen hinaus. 11.200 sind nach einer Trennung oder nach dem Tod der Partnerin ins Amt zurückgekehrt.
In den meisten Fällen erfolgt eine Laisierung auf Bitten des betroffenen Klerikers, um eine Ehe eingehen zu können. Nach einer Neufassung der Richtlinien durch Papst Johannes Paul II. im Jahre 1980 folgte auf die Bitte um Laisierung ein meist mehrjähriges Prüfverfahren. Damit verfolgte der Papst das Ziel, die Befreiung vom Zölibatsversprechen nicht als bloßen Verwaltungsakt erscheinen zu lassen. Er wollte zudem verhindern, dass Kleriker in der Laisierung eine schnelle Lösung für persönliche Krisen suchen. Dem Eindruck, es könnte sich bei der erbetenen Laisierung um einen Automatismus oder gar einen Rechtsanspruch der Bittsteller handeln, sollte durch die strengere Prüfung entgegengewirkt werden. Priester unter 40 Jahren hatten danach für einige Zeit nur noch geringe Aussichten, in den Laienstand zurückversetzt zu werden. Viele Anträge wurden gar nicht erst zur Prüfung angenommen.
Seit einem Rundschreiben des damaligen Leiters der Sakramentenkongregation, Erzbischof Jorge Medina, im Juni 1997 wurde das Verfahren in der Praxis wieder erleichtert und die lange Verfahrensdauer gestrafft. Sofern die Verhältnisse beim Bittsteller selbst sowie zwischen ihm und dem Ortsbischof oder Ordensoberen als Befürworter seines Antrags nicht zerrüttet sind und die Begründung bzw. die aktuelle Lebenssituation des Bittstellers es ratsam erscheinen lassen, entspricht der Heilige Stuhl dem Gesuch heute in der Regel.
Mit der Neufassung der Normen über die Verfolgung schwerster kirchenrechtlicher Vergehen, deren Untersuchung und Ahndung Papst Johannes Paul II. 2001 der damals von Joseph Kardinal Ratzinger geleiteten Kongregation für die Glaubenslehre übertragen hatte, setzte eine neue Phase der Rechtsanwendung ein. Die zuvor nur äußerst selten und unter sehr engen Voraussetzungen angewandte Strafe der Entlassung aus dem Klerikerstand (Dimission) wurde in der Zuständigkeit der Glaubenskongregation nun öfter und zunehmend auch im Zuge der Aufarbeitung von Fällen sexuellen Missbrauchs durch Kleriker verhängt. Nach Bekanntwerden der großen Missbrauchsskandale in den USA ab 2002 setzte der Vatikan auf härtere Strafmaßnahmen, die nun auch Zwangslaisierungen umfassten. Besonders nach 2008 wurden weltweit zahlreiche überführte Täter strafweise aus dem Klerikerstand entlassen. Ende 2009 wurde mit Emmanuel Milingo erstmals ein Erzbischof strafweise laisiert, nachdem er sich der Mun-Sekte angeschlossen, geheiratet und anschließend unerlaubte Bischofsweihen vollzogen hatte.
Bekannte Beispiele für eine Laisierung auf eigenen Wunsch sind der 2008 laisierte Bischof Fernando Lugo, der erste laisierte Bischof überhaupt in der Kirchengeschichte, der anschließend zum Staatspräsidenten von Paraguay gewählt wurde, oder der ehemalige Franziskaner und Befreiungstheologe Leonardo Boff, der 1992 wegen seines Konfliktes mit der Glaubenskongregation um die Versetzung in den Laienstand nachsuchte. Dagegen sind bzw. waren Eugen Drewermann und Ernesto Cardenal entgegen landläufiger Meinung weiterhin Kleriker, obwohl ihre jeweiligen Kirchenstrafen auch ihnen die Ausübung der klerikalen Rechte verbieten.